# Haumaniastrum vandenbrandei
Haumaniastrum vandenbrandei là một loài thực vật có hoa trong họ Hoa môi. Loài này được (P.A.Duvign. & Plancke) P.A.Duvign. & Plancke mô tả khoa học đầu tiên năm 1959.